# Mara Santangelo
Mara Santangelo (Latina, 28 giugno 1981) è un'opinionista ed ex tennista italiana.
In carriera ha vinto un torneo WTA in singolare e nove in doppio tra i quali il Roland Garros 2007, diventando la prima italiana a vincere un torneo del Grande Slam in questa specialità. Ex nº 27 del mondo, ha fatto parte della nazionale italiana che vinse la Fed Cup 2006, arrivando in finale anche l'anno successivo.
Ha annunciato il ritiro dalle competizioni nel 2011 all'età di 30 anni. Tra le attività intraprese a fine carriera vi sono quelle di team manager della squadra italiana di Fed Cup, presidente della commissione atleti della Federazione Italiana Tennis, rappresentante degli atleti per il Consiglio Nazionale del CONI e commentatrice tennistica televisiva.

## Biografia
Mara Santangelo è nata a Latina, ma è vissuta in valle di Fiemme. Ha cominciato a giocare a tennis all'età di 5 anni, come da tradizione familiare. Prima di scegliere esclusivamente il tennis, ha praticato il nuoto, la corsa campestre ma anche lo sci di fondo dove, under 12, Mara è stata vice campionessa nella Minimarcialonga e nel Trofeo Topolino.
All'età di 12 anni è stata convocata al "Centro Tecnico Federale" e ha sempre fatto parte della squadra Nazionale fin dalle giovanili. Nel 1997 ha avuto un grave lutto in famiglia e a fine 2009 ha subito un infortunio al piede che ha comportato l'asportazione di un nervo (malformazione congenita derivata da un neuroma di Morton). Tale infortunio ha quindi bloccato la sua carriera sportiva.
Nel 2010 ha deciso di recarsi in pellegrinaggio presso la Madonna di Međugorje, dove lei stessa dichiara di aver vissuto esperienze molto forti che l'hanno portata a scrivere un libro autobiografico, Te lo prometto, che racconta sia la sua carriera da sportiva sia la sua vita spirituale.
Nel 2012, un anno dopo l'abbandono dell'attività agonistica, ha conseguito un Master in Sport & Management alla Bocconi, oltre ad essersi diplomata in Socio Psico Pedagogia. Il 18 marzo 2015 si è laureata in Scienze dell'Educazione e della Formazione. Ha collaborato e lo fa tuttora con l'azienda Robert Bosch tenendo seminari di formazione per coniugare il gioco e le strategie del tennis alle dinamiche della realtà aziendale. Dal settembre del 2012 fa parte del consiglio della Federazione Italiana Tennis, mentre dal febbraio 2013 è membro del consiglio nazionale del CONI come rappresentante degli atleti. Nello stesso anno è diventata Maestra Internazionale di Tennis per poi ricevere la qualifica di Tecnico Nazionale di IV livello nel 2014.
Mara Santangelo ha preso poi la seconda laurea magistrale in Sport e Management. Ha conseguito la Certificazione di Licenced Practictioner. Ha approfondito tematiche di motivazione, team building e PNL con personal trainer di prestigio nazionale ed internazionale.
È testimonial delle multinazionali Bosch e Randstad per un progetto sociale che aiuta i giovani ad introdursi nel mondo del lavoro tramite la metafora sportiva. 
Attualmente si occupa di formazione nelle scuole e nelle aziende.

### Carriera sportiva

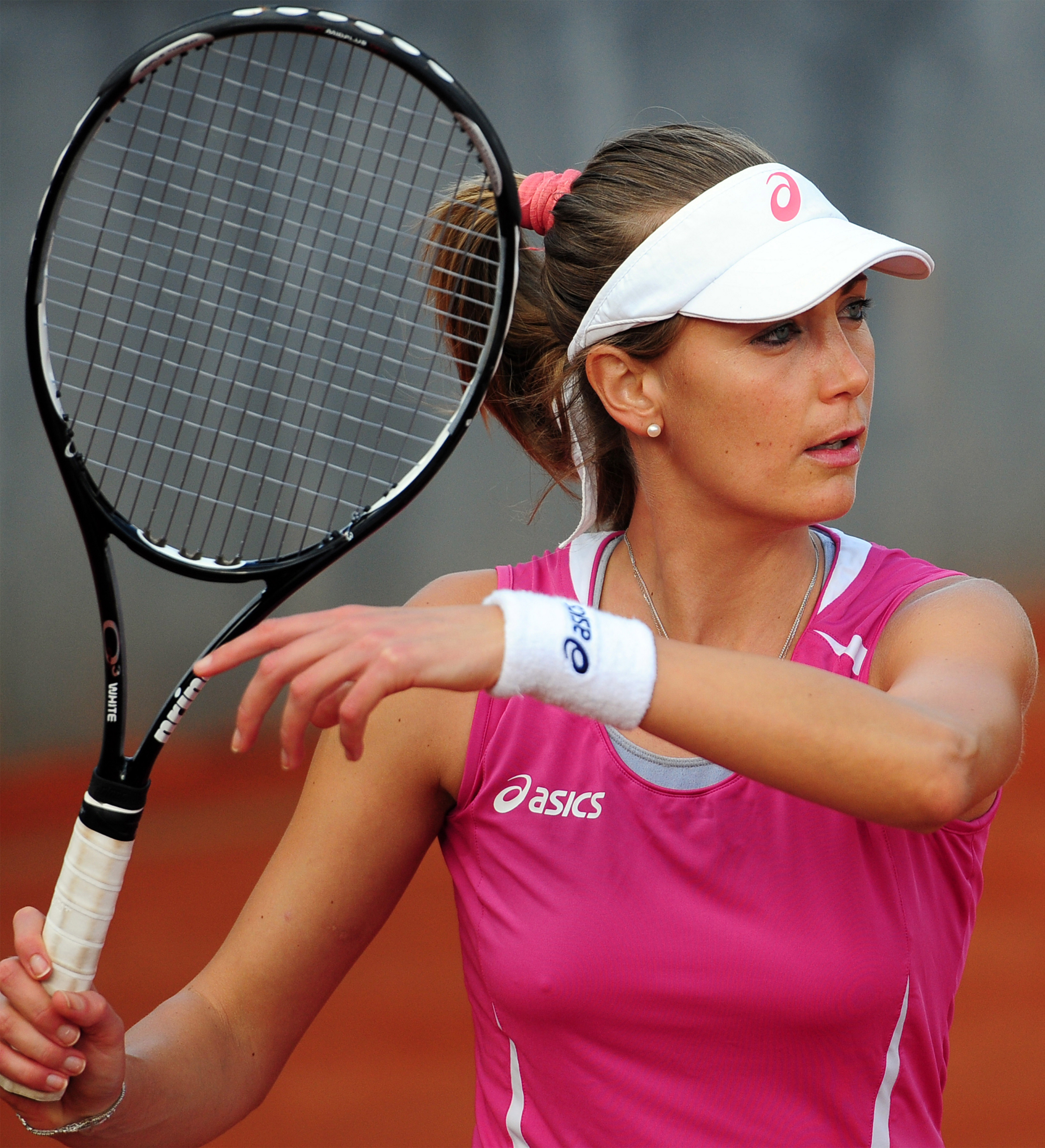
Mara Santangelo all'evento Tennis & Friends - Foro Italico Roma 2013

Mara Santangelo ha raggiunto gli ottavi di finale agli Australian Open 2004, dopo aver passato le qualificazioni, sconfiggendo la testa di serie numero 16 Magüi Serna, Barbara Schett, e la testa di serie 19 Eléni Daniilídou, venendo sconfitta solamente dalla vincitrice del torneo e numero 1 al mondo Justine Henin per 1-6 6(5)–7, dopo essersi trovata avanti per 4-2 nel secondo set.
Nel 2006, in Australia ha raggiunto la semifinale ad Hobart, il terzo turno agli Australian Open sconfiggendo al primo turno la francese Tathiana Golovin (testa di serie no 24). Ha vinto il suo primo titolo WTA a Bangalore (India), sconfiggendo Jelena Kostanić in finale 3-6 7–6(5) 6-3. Sulla terra rossa ha raggiunto i quarti di finale ad Istanbul. L'erba inglese la vede protagonista a Birmingham con un eccellente quarto di finale.
Nel stesso anno, ha avuto un eccellente risultato a New Haven (negli USA) dove Mara, partendo dalle qualificazioni superate brillantemente, arriva ai quarti di finale, e mette in carriera lo scalpo di Anastasija Myskina, top 10 del mondo, sul punteggio 4-6 6-3 6-4. Buon US Open per Mara che raggiunge il terzo turno dopo essersi presa la rivincita sulla Raymond e avere battuto l'austriaca Bammer. La sconfitta con la Mauresmo (testa di serie numero 1) al terzo set la rinfranca comunque nella convinzione di potersela giocare alla pari con le top 10.
Mara Santangelo e le compagne di squadra Francesca Schiavone, Flavia Pennetta, e Roberta Vinci sconfissero il Belgio col punteggio di 3–2 nella finale di Fed Cup 2006. Mara ha contribuito alla vittoria della sua Nazione, regalando all'Italia il punto del 2-2, dove Mara scende in singolare battendo Kirsten Flipkens 6(3)–7 6-3 6-0. Justine Henin fu costretta a ritirarsi nel quinto e conclusivo match a causa di un infortunio al ginocchio destro, garantendo all'Italia la vittoria della loro prima Fed Cup.
Concluse l'anno 2006 al numero 31 della classifica mondiale, il suo record personale fino a quel momento. Nel 2007, raggiunge il primo quarto di finale della stagione al torneo Tier IV di Pattaya, dove fu sconfitta da Sania Mirza per 4-6 6(4)–7.
Al torneo successivo, il Tier III di Bangalore, dove si presentava come campionessa uscente, raggiunse la finale per il secondo anno consecutivo, ma venne sconfitta da Jaroslava Švedova. Al terzo turno del torneo di Key Biscayne sconfisse Jelena Janković nº 9 al mondo sul punteggio 2–6 7–6(3) 6-4, la sua seconda vittoria nella carriera su una top 10. Raggiunge gli ottavi di finale dove fu sconfitta da Anna Čakvetadze.
Durante la stagione su terra rossa, sconfisse la numero 9 al mondo Nadia Petrova 6–3, 6-3 nel secondo turno del torneo di Varsavia, raggiungendo così per la terza volta i quarti di finale nel corso dell'anno. Agli Open di Francia 2007, nel torneo singolare, raggiunge il terzo turno, perdendo dalla futura vincitrice Henin per 2-6 3-6.
Nel doppio, invece, in coppia con Alicia Molik, arriva la consacrazione vincendo il torneo. Fu la prima italiana a vincere un titolo del Grande Slam e fu la sua quarta vittoria di doppio dell'anno, ognuna con una diversa partner.
Sull'erba inglese ha raggiunto la semifinale nel torneo di Birmingham. Al torneo di Wimbledon 2007 raggiunge il terzo turno dopo aver battuto Ayumi Morita e Caroline Wozniacki, venne sconfitta dalla campionessa uscente e quarta testa di serie Amélie Mauresmo. Prese parte alla finale della Fed Cup 2007, nella quale l'Italia non riuscì a difendere il proprio titolo e la Russia si aggiudicò il trofeo col punteggio di 4-0. Nel 2008 Mara Santangelo fu costretta a saltare i tornei di preparazione agli Australian Open e il torneo stesso a causa di un problematico infortunio al piede sinistro; non prese parte inoltre al torneo di Bangalore, dove era stata vincitrice e finalista nei due anni precedenti.
Tornò alle competizioni solamente nel mese di maggio, dopo uno stop di otto mesi; raggiunge il secondo turno per due volte (compreso il torneo di Wimbledon 2008) e vince due tornei ITF in singolare, Biella e Ortisei, partecipa alle Olimpiadi di Pechino dove fu sconfitta al primo turno da Dinara Safina per 3-6 6(1)–7. Nel 2009 Mara Santangelo dovette ancora lottare con l'infortunio al piede, ma riuscì a trionfare in tre tornei di doppio, tutti vinti con Nathalie Dechy: ASB Classic, dove sconfissero Nuria Llagostera Vives e Arantxa Parra Santonja 4-6 7–6(3) 12-10, Monterrey Open con una vittoria per 6-3 6-4 su Iveta Benešová e Barbora Záhlavová-Strýcová e, infine, gli Internationaux de Strasbourg, superando Claire Feuerstein e Stéphanie Foretz Gacon col punteggio di 6-0 6-1.
Il 6 settembre, in coppia con Laura Olivieri, a Cagliari, ha vinto i Campionati Europei di Beach Tennis, superando per 6-4 6-3 le campionesse uscenti, Simona Briganti e Rossella Stefanelli. Nel maggio 2010 annuncia dagli schermi della televisione della FIT SuperTennis, di cui è opinionista, il suo ritiro dai tornei di singolare a causa della difficoltà a guarire completamente dall'infortunio al piede che la affliggeva dal 2007. Il 28 gennaio 2011, durante una conferenza stampa tenuta all'Harbour Club di Milano, annuncia il ritiro dall'attività agonistica.
Dal 2011 è testimonial dell'azienda Bosch per eventi di formazione.
A marzo 2014 è stata premiata dal presidente del CONI Giovanni Malagò come donna sport sezione dirigente.
A maggio del 2015 si laurea campionessa italiana di paddle tennis a squadre con il Circolo Canottieri Aniene.
Il 25 agosto 2015 alla cerimonia degli Oscar dello Sport a Mazara del Vallo viene premiata con il premio dedicato alla carriera.

## Giornalismo
Mara ha scritto per molti anni una rubrica mensile sulla rivista Tennis Italiano.
Ha fatto la telecronista ed è stata ospite come opinionista sul canale Supertennis con Massimo Caputi e su Sky, e collabora con Radio Sportiva.

## Statistiche WTA

### Singolare

#### Vittorie (1)
| Legenda: Prima del 2009 |
| ----------------------- |
| Grande Slam (0)         |
| Ori Olimpici (0)        |
| WTA Championships (0)   |
| Tier I (0)              |
| Tier II (0)             |
| Tier III (1)            |
| Tier IV (0)             |

| N. | Data             | Torneo                    | Superficie | Avversaria in finale  | Punteggio        |
| 1. | 19 febbraio 2006 | Bangalore Open, Bangalore | Cemento    | Jelena Kostanić Tošić | 3-6, 7-6(5), 6-3 |

#### Sconfitte (1)
| Legenda: Prima del 2009 |
| ----------------------- |
| Grande Slam (0)         |
| Argenti Olimpici (0)    |
| WTA Championships (0)   |
| Tier I (0)              |
| Tier II (0)             |
| Tier III (1)            |
| Tier IV (0)             |

| N. | Data             | Torneo                    | Superficie | Avversaria in finale | Punteggio |
| 1. | 18 febbraio 2007 | Bangalore Open, Bangalore | Cemento    | Jaroslava Švedova    | 4-6 4-6   |

### Doppio

#### Vittorie (9)
| Legenda: Prima del 2009 | Legenda: Dal 2009     |
| ----------------------- | --------------------- |
| Grande Slam (1)         |                       |
| Ori Olimpici (0)        |                       |
| WTA Championships (0)   |                       |
| Tier I (1)              | Premier Mandatory (0) |
| Tier II (3)             | Premier 5 (0)         |
| Tier III (0)            | Premier (0)           |
| Tier IV (1)             | International (3)     |

| N. | Data             | Torneo                                     | Superficie  | Partner            | Avversarie in finale                           | Punteggio            |
| 1. | 4 ottobre 2004   | Gaz de France Stars, Hasselt               | Cemento (i) | Jennifer Russell   | Nuria Llagostera Vives Marta Marrero           | 6–3, 7–5             |
| 2. | 12 febbraio 2007 | Pattaya Women's Open, Pattaya              | Cemento     | Nicole Pratt       | Yung-Jan Chan Chia-Jung Chuang                 | 6–4, 7–6(4)          |
| 3. | 8 aprile 2007    | Bausch & Lomb Championships, Amelia Island | Terra verde | Katarina Srebotnik | Anabel Medina Garrigues Virginia Ruano Pascual | 6–3, 7–6(4)          |
| 4. | 21 maggio 2007   | Internazionali BNL d'Italia, Roma          | Terra rossa | Nathalie Dechy     | Tathiana Garbin Roberta Vinci                  | 6–4, 6–1             |
| 5. | 10 giugno 2007   | Open di Francia, Parigi                    | Terra rossa | Alicia Molik       | Katarina Srebotnik Ai Sugiyama                 | 7–6(5), 6-4          |
| 6. | 25 agosto 2007   | Pilot Pen Tennis, New Haven                | Cemento     | Sania Mirza        | Cara Black Liezel Huber                        | 6–1, 6–2             |
| 7. | 12 gennaio 2009  | ASB Classic, Auckland                      | Cemento     | Nathalie Dechy     | Nuria Llagostera Vives Arantxa Parra Santonja  | 4–6, 7–6(3), [12–10] |
| 8. | 9 marzo 2009     | Monterrey Open, Monterrey                  | Cemento     | Nathalie Dechy     | Iveta Benešová Barbora Záhlavová-Strýcová      | 6–3, 6–4             |
| 9. | 24 maggio 2009   | Internationaux de Strasbourg, Strasburgo   | Terra rossa | Nathalie Dechy     | Claire Feuerstein Stéphanie Foretz Gacon       | 6–0, 6–1             |

## Statistiche ITF

### Singolare

#### Vittorie (8)
| Legenda: Prima del 2009 |
| ----------------------- |
| 100 000 $ (2)           |
| 50 000 $ (1)            |
| 25 000 $ (3)            |
| 10 000 $ (2)            |

| N. | Data            | Torneo    | Superficie    | Avversarie in finale  | Punteggio   |
| 1. | 20 agosto 2000  | Aosta     | Terra rossa   | Andrea Ehritt-Vanc    | 1-6 6-0 6-1 |
| 2. | 27 agosto 2000  | Cuneo     | Terra rossa   | Edith Nunes           | 6-2 3-6 6-3 |
| 3. | 25 agosto 2002  | Maribor   | Terra rossa   | Elina Gallovits-Hall  | 6-2 6-3     |
| 4. | 2 febbraio 2003 | Ortisei   | Carpet indoor | Sofia Ardivsson       | 2-6 6-2 6-2 |
| 5. | 2 aprile 2005   | Poza Rica | Cemento       | Ryoko Fuda            | 3-6 6-2 6-0 |
| 6. | 1º maggio 2005  | Taranto   | Terra rossa   | Kira Nagy             | 6-1 6-0     |
| 7. | 20 luglio 2008  | Biella    | Terra rossa   | Jelena Kostanić Tošić | 6-3 6-1     |
| 8. | 19 ottobre 2008 | Ortisei   | Carpet indoor | Kristina Barrois      | 6-3 Ret     |

### Doppio

#### Vittorie (14)
| Legenda: Prima del 2009 |
| ----------------------- |
| $75,0000 (3)            |
| 50 000 $ (1)            |
| 25 000 $ (2)            |
| 10 000 $ (8)            |

| N.  | Data              | Torneo          | Superficie  | Partner                 | Avversarie in finale                        | Punteggio      |
| 1.  | 20 settembre 1998 | Reggio Calabria | Terra rossa | Katia Altilia           | Elena Pioppo Andreea Vanc                   | 7–6(3) 4-6 6-4 |
| 2.  | 1º agosto 1999    | Horb            | Terra rossa | Rewa Harriman           | Eva Fislová Andrea Šebová                   | 6–2 6-2        |
| 3.  | 19 settembre 1999 | Zaravecchia     | Terra rossa | Natasha Galouza         | Eva Fislová Silvia Uríčková                 | 6–2 6-2        |
| 4.  | 10 ottobre 1999   | Gerona          | Terra rossa | Maria Wolfbrandt        | Marina Escobar Roci González                | 6(3)–7 6–1 6-3 |
| 5.  | 16 aprile 2000    | Lesina          | Terra rossa | Marijana Kovačević      | Zuzana Hejdová Petra Kučová                 | 6–3 4-6 6-3    |
| 6.  | 20 agosto 2000    | Aosta           | Terra rossa | Maria Elena Camerin     | Oana Elena Golimbioschi Andreea Ehritt-Vanc | 7-5 4-6 6-1    |
| 7.  | 27 agosto 2000    | Cuneo           | Terra rossa | Maria Elena Camerin     | Silvia Disderi Anna Floris                  | 7-5 6-2        |
| 8.  | 3 settembre 2000  | Spoleto         | Terra rossa | Maria Elena Camerin     | Oana Elena Golimbioschi Andreea Ehritt-Vanc | W/O            |
| 9.  | 1º ottobre 2000   | Tbilisi         | Terra rossa | Mariana Diaz Olivia     | Jolanda Mens Alena Paulenková               | 4-6 6-3 6-2    |
| 10. | 14 settembre 2003 | Denain          | Terra rossa | Antonella Serra Zanetti | Julija Bejhel'zymer Tat'jana Puček          | 7-5 6-3        |
| 11. | 12 ottobre 2003   | Latina          | Terra rossa | Roberta Vinci           | Mareta Ani Libuše Průšová                   | 3-6 6-2 -6-4   |
| 12. | 3 aprile 2005     | Poza Rica       | Cemento     | Seda Noorlander         | Daniela Klemenschits Sandra Klemenschits    | 6-2 4-6 6-3    |
| 13. | 5 giugno 2005     | Prostějov       | Terra rossa | Julija Bejhel'zymer     | Dája Bedáňová Barbora Záhlavová-Strýcová    | 6-1 4-6 6-2    |
| 14. | 3 agosto 2008     | Rimini          | Terra rossa | Roberta Vinci           | Stefanie Vögele Kathrin Wörle               | 6-1 6-4        |

## Risultati in progressione
| Sigla | Risultato               |
| ----- | ----------------------- |
| V     | Vincitore               |
| F     | Finalista               |
| SF    | Semifinalista           |
| O     | Oro olimpico            |
| A     | Argento olimpico        |
| SF    | Bronzo olimpico         |
| QF    | Quarti di Finale        |
| 4T    | Quarto turno            |
| 3T    | Terzo turno             |
| 2T    | Secondo turno           |
| 1T    | Primo turno             |
| RR    | Round Robin             |
| LQ    | Turno di qualificazione |
| A     | Assente                 |
| ND    | Non disputato           |

| Legenda superfici    |
| -------------------- |
| Cemento              |
| Terra battuta        |
| Erba                 |
| Superficie variabile |

### Singolare nei tornei del Grande Slam
| Torneo          | 2003 | 2004 | 2005 | 2006 | 2007 | 2008 | 2009 | 2010 |
| --------------- | ---- | ---- | ---- | ---- | ---- | ---- | ---- | ---- |
| Australian Open | A    | 4T   | 1T   | 3T   | 1T   | A    | 1T   | A    |
| Open di Francia | A    | 1T   | 1T   | 2T   | 3T   | 1T   | 1T   | A    |
| Wimbledon       | A    | 1T   | 2T   | 1T   | 3T   | 2T   | A    | A    |
| US Open         | 1T   | 1T   | 1T   | 3T   | 1T   | A    | A    | A    |

### Doppio nei tornei del Grande Slam
| Torneo          | 2003 | 2004 | 2005 | 2006 | 2007 | 2008 | 2009 | 2010 |
| --------------- | ---- | ---- | ---- | ---- | ---- | ---- | ---- | ---- |
| Australian Open | A    | 1T   | QF   | 1T   | 1T   | A    | SF   | A    |
| Open di Francia | A    | 2T   | 1T   | 2T   | V    | 1T   | 1T   | A    |
| Wimbledon       | A    | 3T   | 2T   | 2T   | SF   | 1T   | 1T   | A    |
| US Open         | A    | 1T   | 1T   | 2T   | 3T   | 2T   | A    | A    |

### Doppio misto nei tornei del Grande Slam
| Torneo          | 2003 | 2004 | 2005 | 2006 | 2007 | 2008 | 2009 | 2010 |
| --------------- | ---- | ---- | ---- | ---- | ---- | ---- | ---- | ---- |
| Australian Open | A    | A    | A    | A    | 1T   | A    | 2T   | A    |
| Open di Francia | A    | A    | A    | A    | 2T   | A    | A    | A    |
| Wimbledon       | A    | A    | 3T   | 1T   | 2T   | 1T   | 2T   | A    |
| US Open         | A    | A    | A    | A    | 1T   | A    | A    | A    |

## Opere
- Mara Santangelo, Te lo prometto. La partita della vita, la forza della fede, il coraggio di rialzarsi, Segrate, Edizioni Piemme, 2013, ISBN 978-88-566-3108-1.
- Mara Santangelo, Match Point. Il gioco della vita, prefazione di Gianni Rivera, Segrate, Edizioni Piemme, 2017, ISBN 978-88-566-5996-2.

## Vittorie contro giocatrici Top 10
| Stagione | 2007 | Totale |
| Vittorie | 2    | 2      |

| #    | Giocatrice      | Ranking | Evento                | Superficie  | Turno | Punteggio        | Rank. MSR |
| ---- | --------------- | ------- | --------------------- | ----------- | ----- | ---------------- | --------- |
| 2007 |                 |         |                       |             |       |                  |           |
| 1.   | Jelena Janković | 9       | Miami Open, Miami     | Cemento     | 3T    | 2-6, 7-6(3), 6-4 | 36        |
| 2.   | Nadia Petrova   | 9       | Warsaw Open, Varsavia | Terra rossa | 2T    | 6-3, 6-3         | 31        |